# Nina Alexeyevna Lobkovskaya
Nina Alexeyevna Lobkovskaya (em russo:  Ни́на Алексе́евна Лобко́вская, transl. Nína Alekséevna Lobkóvskaâ; Fedorovka, 8 de março de 1925) foi uma combatente russa que atuou como franco-atiradora para o Exército Vermelho soviético durante a Segunda Guerra Mundial. A ela foram creditadas entre 89 até 308 mortes confirmadas durante a guerra, os números variam de acordo com as fontes. Nina é considerada uma das melhores atiradoras de elite de todos os tempos.

## Biografia
Nina Lobkovskaya nasceu na região da Sibéria em 1925. Algumas fontes dizem que ela nasceu em 8 de março de 1924 em Qarağandı, uma província do Cazaquistão. 
Era a mais velha dentre cinco irmãos, mais tarde mudou-se para o Tajiquistão com sua família. Depois que seu pai Alexei Lobkovsky, juntou-se ao Exército Vermelho em 1942 e morreu no mesmo ano na Batalha de Voronezh, ela ingressou ao Exército em outubro de 1942. Aos 17 anos de idade Lobkowskaja foi selecionada como uma das 300 mulheres para serem treinadas em Veshnyaki, no Oblast de Moscou, para sniper. 
Ela comandou atiradores de elite do sexo feminino a partir de fevereiro 1945 até o fim da segunda Guerra mundial e participou na batalha de Berlim. 